# Аллена тема
Те́ма Аллена — тема в шаховій композиції. Суть теми — вступним ходом білі приховано зв'язують свою фігуру, від якої виникає загроза мату, але при цьому розв'язується чорна фігура, яка стоїть на тій же лінії, що й приховано зв'язана біла фігура. Чорні захищаються розв'язаною фігурою і зв'язується біла фігура, яка загрожувала матом, але при цьому розв'язується інша біла фігура, яка й оголошує мат.

## Історія
Ця ідея була відома в першій половині ХХ століття й активно розроблялась.
Як зазначено вище, у визначенні теми, білі на першому ході приховано зв'язують свою фігуру й розв'язують чорну. Приховане зв'язування — це неявна форма вираження тактичної ідеї зв'язування, зміст ідеї буде явним після наступних ходів фігур. Так от, наступним ходом чорні, рятуючись від загрози мату, зв'язують тематичну білу фігуру, але розв'язують іншу білу, яка наступним ходом оголошує мат.
Ідея дістала назву — тема Аллена.
|   | a | b | c | d | e | f | g | h |   |
| 8 | b8 чорний слон · g8 чорний слон · c7 чорний ферзь · e6 білий кінь · b5 білий слон · h5 біла тура · a4 біла тура · c4 чорний кінь · e4 чорний король · f4 чорний пішак · a3 чорний кінь · b3 білий ферзь · g3 білий пішак · h3 білий кінь · a2 білий король · f2 білий пішак · h2 чорна тура · a1 білий слон | b8 чорний слон · g8 чорний слон · c7 чорний ферзь · e6 білий кінь · b5 білий слон · h5 біла тура · a4 біла тура · c4 чорний кінь · e4 чорний король · f4 чорний пішак · a3 чорний кінь · b3 білий ферзь · g3 білий пішак · h3 білий кінь · a2 білий король · f2 білий пішак · h2 чорна тура · a1 білий слон | b8 чорний слон · g8 чорний слон · c7 чорний ферзь · e6 білий кінь · b5 білий слон · h5 біла тура · a4 біла тура · c4 чорний кінь · e4 чорний король · f4 чорний пішак · a3 чорний кінь · b3 білий ферзь · g3 білий пішак · h3 білий кінь · a2 білий король · f2 білий пішак · h2 чорна тура · a1 білий слон | b8 чорний слон · g8 чорний слон · c7 чорний ферзь · e6 білий кінь · b5 білий слон · h5 біла тура · a4 біла тура · c4 чорний кінь · e4 чорний король · f4 чорний пішак · a3 чорний кінь · b3 білий ферзь · g3 білий пішак · h3 білий кінь · a2 білий король · f2 білий пішак · h2 чорна тура · a1 білий слон | b8 чорний слон · g8 чорний слон · c7 чорний ферзь · e6 білий кінь · b5 білий слон · h5 біла тура · a4 біла тура · c4 чорний кінь · e4 чорний король · f4 чорний пішак · a3 чорний кінь · b3 білий ферзь · g3 білий пішак · h3 білий кінь · a2 білий король · f2 білий пішак · h2 чорна тура · a1 білий слон | b8 чорний слон · g8 чорний слон · c7 чорний ферзь · e6 білий кінь · b5 білий слон · h5 біла тура · a4 біла тура · c4 чорний кінь · e4 чорний король · f4 чорний пішак · a3 чорний кінь · b3 білий ферзь · g3 білий пішак · h3 білий кінь · a2 білий король · f2 білий пішак · h2 чорна тура · a1 білий слон | b8 чорний слон · g8 чорний слон · c7 чорний ферзь · e6 білий кінь · b5 білий слон · h5 біла тура · a4 біла тура · c4 чорний кінь · e4 чорний король · f4 чорний пішак · a3 чорний кінь · b3 білий ферзь · g3 білий пішак · h3 білий кінь · a2 білий король · f2 білий пішак · h2 чорна тура · a1 білий слон | b8 чорний слон · g8 чорний слон · c7 чорний ферзь · e6 білий кінь · b5 білий слон · h5 біла тура · a4 біла тура · c4 чорний кінь · e4 чорний король · f4 чорний пішак · a3 чорний кінь · b3 білий ферзь · g3 білий пішак · h3 білий кінь · a2 білий король · f2 білий пішак · h2 чорна тура · a1 білий слон | 8 |
| 7 | b8 чорний слон · g8 чорний слон · c7 чорний ферзь · e6 білий кінь · b5 білий слон · h5 біла тура · a4 біла тура · c4 чорний кінь · e4 чорний король · f4 чорний пішак · a3 чорний кінь · b3 білий ферзь · g3 білий пішак · h3 білий кінь · a2 білий король · f2 білий пішак · h2 чорна тура · a1 білий слон | b8 чорний слон · g8 чорний слон · c7 чорний ферзь · e6 білий кінь · b5 білий слон · h5 біла тура · a4 біла тура · c4 чорний кінь · e4 чорний король · f4 чорний пішак · a3 чорний кінь · b3 білий ферзь · g3 білий пішак · h3 білий кінь · a2 білий король · f2 білий пішак · h2 чорна тура · a1 білий слон | b8 чорний слон · g8 чорний слон · c7 чорний ферзь · e6 білий кінь · b5 білий слон · h5 біла тура · a4 біла тура · c4 чорний кінь · e4 чорний король · f4 чорний пішак · a3 чорний кінь · b3 білий ферзь · g3 білий пішак · h3 білий кінь · a2 білий король · f2 білий пішак · h2 чорна тура · a1 білий слон | b8 чорний слон · g8 чорний слон · c7 чорний ферзь · e6 білий кінь · b5 білий слон · h5 біла тура · a4 біла тура · c4 чорний кінь · e4 чорний король · f4 чорний пішак · a3 чорний кінь · b3 білий ферзь · g3 білий пішак · h3 білий кінь · a2 білий король · f2 білий пішак · h2 чорна тура · a1 білий слон | b8 чорний слон · g8 чорний слон · c7 чорний ферзь · e6 білий кінь · b5 білий слон · h5 біла тура · a4 біла тура · c4 чорний кінь · e4 чорний король · f4 чорний пішак · a3 чорний кінь · b3 білий ферзь · g3 білий пішак · h3 білий кінь · a2 білий король · f2 білий пішак · h2 чорна тура · a1 білий слон | b8 чорний слон · g8 чорний слон · c7 чорний ферзь · e6 білий кінь · b5 білий слон · h5 біла тура · a4 біла тура · c4 чорний кінь · e4 чорний король · f4 чорний пішак · a3 чорний кінь · b3 білий ферзь · g3 білий пішак · h3 білий кінь · a2 білий король · f2 білий пішак · h2 чорна тура · a1 білий слон | b8 чорний слон · g8 чорний слон · c7 чорний ферзь · e6 білий кінь · b5 білий слон · h5 біла тура · a4 біла тура · c4 чорний кінь · e4 чорний король · f4 чорний пішак · a3 чорний кінь · b3 білий ферзь · g3 білий пішак · h3 білий кінь · a2 білий король · f2 білий пішак · h2 чорна тура · a1 білий слон | b8 чорний слон · g8 чорний слон · c7 чорний ферзь · e6 білий кінь · b5 білий слон · h5 біла тура · a4 біла тура · c4 чорний кінь · e4 чорний король · f4 чорний пішак · a3 чорний кінь · b3 білий ферзь · g3 білий пішак · h3 білий кінь · a2 білий король · f2 білий пішак · h2 чорна тура · a1 білий слон | 7 |
| 6 | b8 чорний слон · g8 чорний слон · c7 чорний ферзь · e6 білий кінь · b5 білий слон · h5 біла тура · a4 біла тура · c4 чорний кінь · e4 чорний король · f4 чорний пішак · a3 чорний кінь · b3 білий ферзь · g3 білий пішак · h3 білий кінь · a2 білий король · f2 білий пішак · h2 чорна тура · a1 білий слон | b8 чорний слон · g8 чорний слон · c7 чорний ферзь · e6 білий кінь · b5 білий слон · h5 біла тура · a4 біла тура · c4 чорний кінь · e4 чорний король · f4 чорний пішак · a3 чорний кінь · b3 білий ферзь · g3 білий пішак · h3 білий кінь · a2 білий король · f2 білий пішак · h2 чорна тура · a1 білий слон | b8 чорний слон · g8 чорний слон · c7 чорний ферзь · e6 білий кінь · b5 білий слон · h5 біла тура · a4 біла тура · c4 чорний кінь · e4 чорний король · f4 чорний пішак · a3 чорний кінь · b3 білий ферзь · g3 білий пішак · h3 білий кінь · a2 білий король · f2 білий пішак · h2 чорна тура · a1 білий слон | b8 чорний слон · g8 чорний слон · c7 чорний ферзь · e6 білий кінь · b5 білий слон · h5 біла тура · a4 біла тура · c4 чорний кінь · e4 чорний король · f4 чорний пішак · a3 чорний кінь · b3 білий ферзь · g3 білий пішак · h3 білий кінь · a2 білий король · f2 білий пішак · h2 чорна тура · a1 білий слон | b8 чорний слон · g8 чорний слон · c7 чорний ферзь · e6 білий кінь · b5 білий слон · h5 біла тура · a4 біла тура · c4 чорний кінь · e4 чорний король · f4 чорний пішак · a3 чорний кінь · b3 білий ферзь · g3 білий пішак · h3 білий кінь · a2 білий король · f2 білий пішак · h2 чорна тура · a1 білий слон | b8 чорний слон · g8 чорний слон · c7 чорний ферзь · e6 білий кінь · b5 білий слон · h5 біла тура · a4 біла тура · c4 чорний кінь · e4 чорний король · f4 чорний пішак · a3 чорний кінь · b3 білий ферзь · g3 білий пішак · h3 білий кінь · a2 білий король · f2 білий пішак · h2 чорна тура · a1 білий слон | b8 чорний слон · g8 чорний слон · c7 чорний ферзь · e6 білий кінь · b5 білий слон · h5 біла тура · a4 біла тура · c4 чорний кінь · e4 чорний король · f4 чорний пішак · a3 чорний кінь · b3 білий ферзь · g3 білий пішак · h3 білий кінь · a2 білий король · f2 білий пішак · h2 чорна тура · a1 білий слон | b8 чорний слон · g8 чорний слон · c7 чорний ферзь · e6 білий кінь · b5 білий слон · h5 біла тура · a4 біла тура · c4 чорний кінь · e4 чорний король · f4 чорний пішак · a3 чорний кінь · b3 білий ферзь · g3 білий пішак · h3 білий кінь · a2 білий король · f2 білий пішак · h2 чорна тура · a1 білий слон | 6 |
| 5 | b8 чорний слон · g8 чорний слон · c7 чорний ферзь · e6 білий кінь · b5 білий слон · h5 біла тура · a4 біла тура · c4 чорний кінь · e4 чорний король · f4 чорний пішак · a3 чорний кінь · b3 білий ферзь · g3 білий пішак · h3 білий кінь · a2 білий король · f2 білий пішак · h2 чорна тура · a1 білий слон | b8 чорний слон · g8 чорний слон · c7 чорний ферзь · e6 білий кінь · b5 білий слон · h5 біла тура · a4 біла тура · c4 чорний кінь · e4 чорний король · f4 чорний пішак · a3 чорний кінь · b3 білий ферзь · g3 білий пішак · h3 білий кінь · a2 білий король · f2 білий пішак · h2 чорна тура · a1 білий слон | b8 чорний слон · g8 чорний слон · c7 чорний ферзь · e6 білий кінь · b5 білий слон · h5 біла тура · a4 біла тура · c4 чорний кінь · e4 чорний король · f4 чорний пішак · a3 чорний кінь · b3 білий ферзь · g3 білий пішак · h3 білий кінь · a2 білий король · f2 білий пішак · h2 чорна тура · a1 білий слон | b8 чорний слон · g8 чорний слон · c7 чорний ферзь · e6 білий кінь · b5 білий слон · h5 біла тура · a4 біла тура · c4 чорний кінь · e4 чорний король · f4 чорний пішак · a3 чорний кінь · b3 білий ферзь · g3 білий пішак · h3 білий кінь · a2 білий король · f2 білий пішак · h2 чорна тура · a1 білий слон | b8 чорний слон · g8 чорний слон · c7 чорний ферзь · e6 білий кінь · b5 білий слон · h5 біла тура · a4 біла тура · c4 чорний кінь · e4 чорний король · f4 чорний пішак · a3 чорний кінь · b3 білий ферзь · g3 білий пішак · h3 білий кінь · a2 білий король · f2 білий пішак · h2 чорна тура · a1 білий слон | b8 чорний слон · g8 чорний слон · c7 чорний ферзь · e6 білий кінь · b5 білий слон · h5 біла тура · a4 біла тура · c4 чорний кінь · e4 чорний король · f4 чорний пішак · a3 чорний кінь · b3 білий ферзь · g3 білий пішак · h3 білий кінь · a2 білий король · f2 білий пішак · h2 чорна тура · a1 білий слон | b8 чорний слон · g8 чорний слон · c7 чорний ферзь · e6 білий кінь · b5 білий слон · h5 біла тура · a4 біла тура · c4 чорний кінь · e4 чорний король · f4 чорний пішак · a3 чорний кінь · b3 білий ферзь · g3 білий пішак · h3 білий кінь · a2 білий король · f2 білий пішак · h2 чорна тура · a1 білий слон | b8 чорний слон · g8 чорний слон · c7 чорний ферзь · e6 білий кінь · b5 білий слон · h5 біла тура · a4 біла тура · c4 чорний кінь · e4 чорний король · f4 чорний пішак · a3 чорний кінь · b3 білий ферзь · g3 білий пішак · h3 білий кінь · a2 білий король · f2 білий пішак · h2 чорна тура · a1 білий слон | 5 |
| 4 | b8 чорний слон · g8 чорний слон · c7 чорний ферзь · e6 білий кінь · b5 білий слон · h5 біла тура · a4 біла тура · c4 чорний кінь · e4 чорний король · f4 чорний пішак · a3 чорний кінь · b3 білий ферзь · g3 білий пішак · h3 білий кінь · a2 білий король · f2 білий пішак · h2 чорна тура · a1 білий слон | b8 чорний слон · g8 чорний слон · c7 чорний ферзь · e6 білий кінь · b5 білий слон · h5 біла тура · a4 біла тура · c4 чорний кінь · e4 чорний король · f4 чорний пішак · a3 чорний кінь · b3 білий ферзь · g3 білий пішак · h3 білий кінь · a2 білий король · f2 білий пішак · h2 чорна тура · a1 білий слон | b8 чорний слон · g8 чорний слон · c7 чорний ферзь · e6 білий кінь · b5 білий слон · h5 біла тура · a4 біла тура · c4 чорний кінь · e4 чорний король · f4 чорний пішак · a3 чорний кінь · b3 білий ферзь · g3 білий пішак · h3 білий кінь · a2 білий король · f2 білий пішак · h2 чорна тура · a1 білий слон | b8 чорний слон · g8 чорний слон · c7 чорний ферзь · e6 білий кінь · b5 білий слон · h5 біла тура · a4 біла тура · c4 чорний кінь · e4 чорний король · f4 чорний пішак · a3 чорний кінь · b3 білий ферзь · g3 білий пішак · h3 білий кінь · a2 білий король · f2 білий пішак · h2 чорна тура · a1 білий слон | b8 чорний слон · g8 чорний слон · c7 чорний ферзь · e6 білий кінь · b5 білий слон · h5 біла тура · a4 біла тура · c4 чорний кінь · e4 чорний король · f4 чорний пішак · a3 чорний кінь · b3 білий ферзь · g3 білий пішак · h3 білий кінь · a2 білий король · f2 білий пішак · h2 чорна тура · a1 білий слон | b8 чорний слон · g8 чорний слон · c7 чорний ферзь · e6 білий кінь · b5 білий слон · h5 біла тура · a4 біла тура · c4 чорний кінь · e4 чорний король · f4 чорний пішак · a3 чорний кінь · b3 білий ферзь · g3 білий пішак · h3 білий кінь · a2 білий король · f2 білий пішак · h2 чорна тура · a1 білий слон | b8 чорний слон · g8 чорний слон · c7 чорний ферзь · e6 білий кінь · b5 білий слон · h5 біла тура · a4 біла тура · c4 чорний кінь · e4 чорний король · f4 чорний пішак · a3 чорний кінь · b3 білий ферзь · g3 білий пішак · h3 білий кінь · a2 білий король · f2 білий пішак · h2 чорна тура · a1 білий слон | b8 чорний слон · g8 чорний слон · c7 чорний ферзь · e6 білий кінь · b5 білий слон · h5 біла тура · a4 біла тура · c4 чорний кінь · e4 чорний король · f4 чорний пішак · a3 чорний кінь · b3 білий ферзь · g3 білий пішак · h3 білий кінь · a2 білий король · f2 білий пішак · h2 чорна тура · a1 білий слон | 4 |
| 3 | b8 чорний слон · g8 чорний слон · c7 чорний ферзь · e6 білий кінь · b5 білий слон · h5 біла тура · a4 біла тура · c4 чорний кінь · e4 чорний король · f4 чорний пішак · a3 чорний кінь · b3 білий ферзь · g3 білий пішак · h3 білий кінь · a2 білий король · f2 білий пішак · h2 чорна тура · a1 білий слон | b8 чорний слон · g8 чорний слон · c7 чорний ферзь · e6 білий кінь · b5 білий слон · h5 біла тура · a4 біла тура · c4 чорний кінь · e4 чорний король · f4 чорний пішак · a3 чорний кінь · b3 білий ферзь · g3 білий пішак · h3 білий кінь · a2 білий король · f2 білий пішак · h2 чорна тура · a1 білий слон | b8 чорний слон · g8 чорний слон · c7 чорний ферзь · e6 білий кінь · b5 білий слон · h5 біла тура · a4 біла тура · c4 чорний кінь · e4 чорний король · f4 чорний пішак · a3 чорний кінь · b3 білий ферзь · g3 білий пішак · h3 білий кінь · a2 білий король · f2 білий пішак · h2 чорна тура · a1 білий слон | b8 чорний слон · g8 чорний слон · c7 чорний ферзь · e6 білий кінь · b5 білий слон · h5 біла тура · a4 біла тура · c4 чорний кінь · e4 чорний король · f4 чорний пішак · a3 чорний кінь · b3 білий ферзь · g3 білий пішак · h3 білий кінь · a2 білий король · f2 білий пішак · h2 чорна тура · a1 білий слон | b8 чорний слон · g8 чорний слон · c7 чорний ферзь · e6 білий кінь · b5 білий слон · h5 біла тура · a4 біла тура · c4 чорний кінь · e4 чорний король · f4 чорний пішак · a3 чорний кінь · b3 білий ферзь · g3 білий пішак · h3 білий кінь · a2 білий король · f2 білий пішак · h2 чорна тура · a1 білий слон | b8 чорний слон · g8 чорний слон · c7 чорний ферзь · e6 білий кінь · b5 білий слон · h5 біла тура · a4 біла тура · c4 чорний кінь · e4 чорний король · f4 чорний пішак · a3 чорний кінь · b3 білий ферзь · g3 білий пішак · h3 білий кінь · a2 білий король · f2 білий пішак · h2 чорна тура · a1 білий слон | b8 чорний слон · g8 чорний слон · c7 чорний ферзь · e6 білий кінь · b5 білий слон · h5 біла тура · a4 біла тура · c4 чорний кінь · e4 чорний король · f4 чорний пішак · a3 чорний кінь · b3 білий ферзь · g3 білий пішак · h3 білий кінь · a2 білий король · f2 білий пішак · h2 чорна тура · a1 білий слон | b8 чорний слон · g8 чорний слон · c7 чорний ферзь · e6 білий кінь · b5 білий слон · h5 біла тура · a4 біла тура · c4 чорний кінь · e4 чорний король · f4 чорний пішак · a3 чорний кінь · b3 білий ферзь · g3 білий пішак · h3 білий кінь · a2 білий король · f2 білий пішак · h2 чорна тура · a1 білий слон | 3 |
| 2 | b8 чорний слон · g8 чорний слон · c7 чорний ферзь · e6 білий кінь · b5 білий слон · h5 біла тура · a4 біла тура · c4 чорний кінь · e4 чорний король · f4 чорний пішак · a3 чорний кінь · b3 білий ферзь · g3 білий пішак · h3 білий кінь · a2 білий король · f2 білий пішак · h2 чорна тура · a1 білий слон | b8 чорний слон · g8 чорний слон · c7 чорний ферзь · e6 білий кінь · b5 білий слон · h5 біла тура · a4 біла тура · c4 чорний кінь · e4 чорний король · f4 чорний пішак · a3 чорний кінь · b3 білий ферзь · g3 білий пішак · h3 білий кінь · a2 білий король · f2 білий пішак · h2 чорна тура · a1 білий слон | b8 чорний слон · g8 чорний слон · c7 чорний ферзь · e6 білий кінь · b5 білий слон · h5 біла тура · a4 біла тура · c4 чорний кінь · e4 чорний король · f4 чорний пішак · a3 чорний кінь · b3 білий ферзь · g3 білий пішак · h3 білий кінь · a2 білий король · f2 білий пішак · h2 чорна тура · a1 білий слон | b8 чорний слон · g8 чорний слон · c7 чорний ферзь · e6 білий кінь · b5 білий слон · h5 біла тура · a4 біла тура · c4 чорний кінь · e4 чорний король · f4 чорний пішак · a3 чорний кінь · b3 білий ферзь · g3 білий пішак · h3 білий кінь · a2 білий король · f2 білий пішак · h2 чорна тура · a1 білий слон | b8 чорний слон · g8 чорний слон · c7 чорний ферзь · e6 білий кінь · b5 білий слон · h5 біла тура · a4 біла тура · c4 чорний кінь · e4 чорний король · f4 чорний пішак · a3 чорний кінь · b3 білий ферзь · g3 білий пішак · h3 білий кінь · a2 білий король · f2 білий пішак · h2 чорна тура · a1 білий слон | b8 чорний слон · g8 чорний слон · c7 чорний ферзь · e6 білий кінь · b5 білий слон · h5 біла тура · a4 біла тура · c4 чорний кінь · e4 чорний король · f4 чорний пішак · a3 чорний кінь · b3 білий ферзь · g3 білий пішак · h3 білий кінь · a2 білий король · f2 білий пішак · h2 чорна тура · a1 білий слон | b8 чорний слон · g8 чорний слон · c7 чорний ферзь · e6 білий кінь · b5 білий слон · h5 біла тура · a4 біла тура · c4 чорний кінь · e4 чорний король · f4 чорний пішак · a3 чорний кінь · b3 білий ферзь · g3 білий пішак · h3 білий кінь · a2 білий король · f2 білий пішак · h2 чорна тура · a1 білий слон | b8 чорний слон · g8 чорний слон · c7 чорний ферзь · e6 білий кінь · b5 білий слон · h5 біла тура · a4 біла тура · c4 чорний кінь · e4 чорний король · f4 чорний пішак · a3 чорний кінь · b3 білий ферзь · g3 білий пішак · h3 білий кінь · a2 білий король · f2 білий пішак · h2 чорна тура · a1 білий слон | 2 |
| 1 | b8 чорний слон · g8 чорний слон · c7 чорний ферзь · e6 білий кінь · b5 білий слон · h5 біла тура · a4 біла тура · c4 чорний кінь · e4 чорний король · f4 чорний пішак · a3 чорний кінь · b3 білий ферзь · g3 білий пішак · h3 білий кінь · a2 білий король · f2 білий пішак · h2 чорна тура · a1 білий слон | b8 чорний слон · g8 чорний слон · c7 чорний ферзь · e6 білий кінь · b5 білий слон · h5 біла тура · a4 біла тура · c4 чорний кінь · e4 чорний король · f4 чорний пішак · a3 чорний кінь · b3 білий ферзь · g3 білий пішак · h3 білий кінь · a2 білий король · f2 білий пішак · h2 чорна тура · a1 білий слон | b8 чорний слон · g8 чорний слон · c7 чорний ферзь · e6 білий кінь · b5 білий слон · h5 біла тура · a4 біла тура · c4 чорний кінь · e4 чорний король · f4 чорний пішак · a3 чорний кінь · b3 білий ферзь · g3 білий пішак · h3 білий кінь · a2 білий король · f2 білий пішак · h2 чорна тура · a1 білий слон | b8 чорний слон · g8 чорний слон · c7 чорний ферзь · e6 білий кінь · b5 білий слон · h5 біла тура · a4 біла тура · c4 чорний кінь · e4 чорний король · f4 чорний пішак · a3 чорний кінь · b3 білий ферзь · g3 білий пішак · h3 білий кінь · a2 білий король · f2 білий пішак · h2 чорна тура · a1 білий слон | b8 чорний слон · g8 чорний слон · c7 чорний ферзь · e6 білий кінь · b5 білий слон · h5 біла тура · a4 біла тура · c4 чорний кінь · e4 чорний король · f4 чорний пішак · a3 чорний кінь · b3 білий ферзь · g3 білий пішак · h3 білий кінь · a2 білий король · f2 білий пішак · h2 чорна тура · a1 білий слон | b8 чорний слон · g8 чорний слон · c7 чорний ферзь · e6 білий кінь · b5 білий слон · h5 біла тура · a4 біла тура · c4 чорний кінь · e4 чорний король · f4 чорний пішак · a3 чорний кінь · b3 білий ферзь · g3 білий пішак · h3 білий кінь · a2 білий король · f2 білий пішак · h2 чорна тура · a1 білий слон | b8 чорний слон · g8 чорний слон · c7 чорний ферзь · e6 білий кінь · b5 білий слон · h5 біла тура · a4 біла тура · c4 чорний кінь · e4 чорний король · f4 чорний пішак · a3 чорний кінь · b3 білий ферзь · g3 білий пішак · h3 білий кінь · a2 білий король · f2 білий пішак · h2 чорна тура · a1 білий слон | b8 чорний слон · g8 чорний слон · c7 чорний ферзь · e6 білий кінь · b5 білий слон · h5 біла тура · a4 біла тура · c4 чорний кінь · e4 чорний король · f4 чорний пішак · a3 чорний кінь · b3 білий ферзь · g3 білий пішак · h3 білий кінь · a2 білий король · f2 білий пішак · h2 чорна тура · a1 білий слон | 1 |
|   | a | b | c | d | e | f | g | h |   |

FEN: 1b4b1/2q5/4N3/1B5R/R1n1kp2/nQ4PN/K4P1r/B7

1. Sd4! ~ 2. Qf3#
1. ... Sb2 2. f3#
- — - — - — -
1. ... Rxf2+ 2. Sxf2#
1. ... Sc~  2. Bd3#
1. ... Se5  2. Sg5#

Після вступного ходу конем виникає загроза мату білим ферзем, але він є приховано зв'язаний, оскільки чорний кінь, який стоїть на лінії прихованої зв'язки також стає розв'язаний і для захисту від загрози своїм відходом зв'язує ферзя, але вносить послаблення, розв'язуючи пішака «f2», який оголошує мат.
|   | a | b | c | d | e | f | g | h |   |
| 8 | a7 білий кінь · b7 чорний пішак · c7 білий король · d7 чорний кінь · f7 чорний пішак · a6 чорний пішак · d6 білий ферзь · g6 чорний пішак · a5 чорний король · e5 чорний кінь · f5 біла тура · e4 чорний пішак · f4 білий кінь · g4 чорний пішак · c3 біла тура · d3 чорний пішак · f3 чорний слон · a2 чорна тура · c2 чорна тура · f2 чорний пішак · h2 чорний ферзь · d1 білий слон · e1 білий слон | a7 білий кінь · b7 чорний пішак · c7 білий король · d7 чорний кінь · f7 чорний пішак · a6 чорний пішак · d6 білий ферзь · g6 чорний пішак · a5 чорний король · e5 чорний кінь · f5 біла тура · e4 чорний пішак · f4 білий кінь · g4 чорний пішак · c3 біла тура · d3 чорний пішак · f3 чорний слон · a2 чорна тура · c2 чорна тура · f2 чорний пішак · h2 чорний ферзь · d1 білий слон · e1 білий слон | a7 білий кінь · b7 чорний пішак · c7 білий король · d7 чорний кінь · f7 чорний пішак · a6 чорний пішак · d6 білий ферзь · g6 чорний пішак · a5 чорний король · e5 чорний кінь · f5 біла тура · e4 чорний пішак · f4 білий кінь · g4 чорний пішак · c3 біла тура · d3 чорний пішак · f3 чорний слон · a2 чорна тура · c2 чорна тура · f2 чорний пішак · h2 чорний ферзь · d1 білий слон · e1 білий слон | a7 білий кінь · b7 чорний пішак · c7 білий король · d7 чорний кінь · f7 чорний пішак · a6 чорний пішак · d6 білий ферзь · g6 чорний пішак · a5 чорний король · e5 чорний кінь · f5 біла тура · e4 чорний пішак · f4 білий кінь · g4 чорний пішак · c3 біла тура · d3 чорний пішак · f3 чорний слон · a2 чорна тура · c2 чорна тура · f2 чорний пішак · h2 чорний ферзь · d1 білий слон · e1 білий слон | a7 білий кінь · b7 чорний пішак · c7 білий король · d7 чорний кінь · f7 чорний пішак · a6 чорний пішак · d6 білий ферзь · g6 чорний пішак · a5 чорний король · e5 чорний кінь · f5 біла тура · e4 чорний пішак · f4 білий кінь · g4 чорний пішак · c3 біла тура · d3 чорний пішак · f3 чорний слон · a2 чорна тура · c2 чорна тура · f2 чорний пішак · h2 чорний ферзь · d1 білий слон · e1 білий слон | a7 білий кінь · b7 чорний пішак · c7 білий король · d7 чорний кінь · f7 чорний пішак · a6 чорний пішак · d6 білий ферзь · g6 чорний пішак · a5 чорний король · e5 чорний кінь · f5 біла тура · e4 чорний пішак · f4 білий кінь · g4 чорний пішак · c3 біла тура · d3 чорний пішак · f3 чорний слон · a2 чорна тура · c2 чорна тура · f2 чорний пішак · h2 чорний ферзь · d1 білий слон · e1 білий слон | a7 білий кінь · b7 чорний пішак · c7 білий король · d7 чорний кінь · f7 чорний пішак · a6 чорний пішак · d6 білий ферзь · g6 чорний пішак · a5 чорний король · e5 чорний кінь · f5 біла тура · e4 чорний пішак · f4 білий кінь · g4 чорний пішак · c3 біла тура · d3 чорний пішак · f3 чорний слон · a2 чорна тура · c2 чорна тура · f2 чорний пішак · h2 чорний ферзь · d1 білий слон · e1 білий слон | a7 білий кінь · b7 чорний пішак · c7 білий король · d7 чорний кінь · f7 чорний пішак · a6 чорний пішак · d6 білий ферзь · g6 чорний пішак · a5 чорний король · e5 чорний кінь · f5 біла тура · e4 чорний пішак · f4 білий кінь · g4 чорний пішак · c3 біла тура · d3 чорний пішак · f3 чорний слон · a2 чорна тура · c2 чорна тура · f2 чорний пішак · h2 чорний ферзь · d1 білий слон · e1 білий слон | 8 |
| 7 | a7 білий кінь · b7 чорний пішак · c7 білий король · d7 чорний кінь · f7 чорний пішак · a6 чорний пішак · d6 білий ферзь · g6 чорний пішак · a5 чорний король · e5 чорний кінь · f5 біла тура · e4 чорний пішак · f4 білий кінь · g4 чорний пішак · c3 біла тура · d3 чорний пішак · f3 чорний слон · a2 чорна тура · c2 чорна тура · f2 чорний пішак · h2 чорний ферзь · d1 білий слон · e1 білий слон | a7 білий кінь · b7 чорний пішак · c7 білий король · d7 чорний кінь · f7 чорний пішак · a6 чорний пішак · d6 білий ферзь · g6 чорний пішак · a5 чорний король · e5 чорний кінь · f5 біла тура · e4 чорний пішак · f4 білий кінь · g4 чорний пішак · c3 біла тура · d3 чорний пішак · f3 чорний слон · a2 чорна тура · c2 чорна тура · f2 чорний пішак · h2 чорний ферзь · d1 білий слон · e1 білий слон | a7 білий кінь · b7 чорний пішак · c7 білий король · d7 чорний кінь · f7 чорний пішак · a6 чорний пішак · d6 білий ферзь · g6 чорний пішак · a5 чорний король · e5 чорний кінь · f5 біла тура · e4 чорний пішак · f4 білий кінь · g4 чорний пішак · c3 біла тура · d3 чорний пішак · f3 чорний слон · a2 чорна тура · c2 чорна тура · f2 чорний пішак · h2 чорний ферзь · d1 білий слон · e1 білий слон | a7 білий кінь · b7 чорний пішак · c7 білий король · d7 чорний кінь · f7 чорний пішак · a6 чорний пішак · d6 білий ферзь · g6 чорний пішак · a5 чорний король · e5 чорний кінь · f5 біла тура · e4 чорний пішак · f4 білий кінь · g4 чорний пішак · c3 біла тура · d3 чорний пішак · f3 чорний слон · a2 чорна тура · c2 чорна тура · f2 чорний пішак · h2 чорний ферзь · d1 білий слон · e1 білий слон | a7 білий кінь · b7 чорний пішак · c7 білий король · d7 чорний кінь · f7 чорний пішак · a6 чорний пішак · d6 білий ферзь · g6 чорний пішак · a5 чорний король · e5 чорний кінь · f5 біла тура · e4 чорний пішак · f4 білий кінь · g4 чорний пішак · c3 біла тура · d3 чорний пішак · f3 чорний слон · a2 чорна тура · c2 чорна тура · f2 чорний пішак · h2 чорний ферзь · d1 білий слон · e1 білий слон | a7 білий кінь · b7 чорний пішак · c7 білий король · d7 чорний кінь · f7 чорний пішак · a6 чорний пішак · d6 білий ферзь · g6 чорний пішак · a5 чорний король · e5 чорний кінь · f5 біла тура · e4 чорний пішак · f4 білий кінь · g4 чорний пішак · c3 біла тура · d3 чорний пішак · f3 чорний слон · a2 чорна тура · c2 чорна тура · f2 чорний пішак · h2 чорний ферзь · d1 білий слон · e1 білий слон | a7 білий кінь · b7 чорний пішак · c7 білий король · d7 чорний кінь · f7 чорний пішак · a6 чорний пішак · d6 білий ферзь · g6 чорний пішак · a5 чорний король · e5 чорний кінь · f5 біла тура · e4 чорний пішак · f4 білий кінь · g4 чорний пішак · c3 біла тура · d3 чорний пішак · f3 чорний слон · a2 чорна тура · c2 чорна тура · f2 чорний пішак · h2 чорний ферзь · d1 білий слон · e1 білий слон | a7 білий кінь · b7 чорний пішак · c7 білий король · d7 чорний кінь · f7 чорний пішак · a6 чорний пішак · d6 білий ферзь · g6 чорний пішак · a5 чорний король · e5 чорний кінь · f5 біла тура · e4 чорний пішак · f4 білий кінь · g4 чорний пішак · c3 біла тура · d3 чорний пішак · f3 чорний слон · a2 чорна тура · c2 чорна тура · f2 чорний пішак · h2 чорний ферзь · d1 білий слон · e1 білий слон | 7 |
| 6 | a7 білий кінь · b7 чорний пішак · c7 білий король · d7 чорний кінь · f7 чорний пішак · a6 чорний пішак · d6 білий ферзь · g6 чорний пішак · a5 чорний король · e5 чорний кінь · f5 біла тура · e4 чорний пішак · f4 білий кінь · g4 чорний пішак · c3 біла тура · d3 чорний пішак · f3 чорний слон · a2 чорна тура · c2 чорна тура · f2 чорний пішак · h2 чорний ферзь · d1 білий слон · e1 білий слон | a7 білий кінь · b7 чорний пішак · c7 білий король · d7 чорний кінь · f7 чорний пішак · a6 чорний пішак · d6 білий ферзь · g6 чорний пішак · a5 чорний король · e5 чорний кінь · f5 біла тура · e4 чорний пішак · f4 білий кінь · g4 чорний пішак · c3 біла тура · d3 чорний пішак · f3 чорний слон · a2 чорна тура · c2 чорна тура · f2 чорний пішак · h2 чорний ферзь · d1 білий слон · e1 білий слон | a7 білий кінь · b7 чорний пішак · c7 білий король · d7 чорний кінь · f7 чорний пішак · a6 чорний пішак · d6 білий ферзь · g6 чорний пішак · a5 чорний король · e5 чорний кінь · f5 біла тура · e4 чорний пішак · f4 білий кінь · g4 чорний пішак · c3 біла тура · d3 чорний пішак · f3 чорний слон · a2 чорна тура · c2 чорна тура · f2 чорний пішак · h2 чорний ферзь · d1 білий слон · e1 білий слон | a7 білий кінь · b7 чорний пішак · c7 білий король · d7 чорний кінь · f7 чорний пішак · a6 чорний пішак · d6 білий ферзь · g6 чорний пішак · a5 чорний король · e5 чорний кінь · f5 біла тура · e4 чорний пішак · f4 білий кінь · g4 чорний пішак · c3 біла тура · d3 чорний пішак · f3 чорний слон · a2 чорна тура · c2 чорна тура · f2 чорний пішак · h2 чорний ферзь · d1 білий слон · e1 білий слон | a7 білий кінь · b7 чорний пішак · c7 білий король · d7 чорний кінь · f7 чорний пішак · a6 чорний пішак · d6 білий ферзь · g6 чорний пішак · a5 чорний король · e5 чорний кінь · f5 біла тура · e4 чорний пішак · f4 білий кінь · g4 чорний пішак · c3 біла тура · d3 чорний пішак · f3 чорний слон · a2 чорна тура · c2 чорна тура · f2 чорний пішак · h2 чорний ферзь · d1 білий слон · e1 білий слон | a7 білий кінь · b7 чорний пішак · c7 білий король · d7 чорний кінь · f7 чорний пішак · a6 чорний пішак · d6 білий ферзь · g6 чорний пішак · a5 чорний король · e5 чорний кінь · f5 біла тура · e4 чорний пішак · f4 білий кінь · g4 чорний пішак · c3 біла тура · d3 чорний пішак · f3 чорний слон · a2 чорна тура · c2 чорна тура · f2 чорний пішак · h2 чорний ферзь · d1 білий слон · e1 білий слон | a7 білий кінь · b7 чорний пішак · c7 білий король · d7 чорний кінь · f7 чорний пішак · a6 чорний пішак · d6 білий ферзь · g6 чорний пішак · a5 чорний король · e5 чорний кінь · f5 біла тура · e4 чорний пішак · f4 білий кінь · g4 чорний пішак · c3 біла тура · d3 чорний пішак · f3 чорний слон · a2 чорна тура · c2 чорна тура · f2 чорний пішак · h2 чорний ферзь · d1 білий слон · e1 білий слон | a7 білий кінь · b7 чорний пішак · c7 білий король · d7 чорний кінь · f7 чорний пішак · a6 чорний пішак · d6 білий ферзь · g6 чорний пішак · a5 чорний король · e5 чорний кінь · f5 біла тура · e4 чорний пішак · f4 білий кінь · g4 чорний пішак · c3 біла тура · d3 чорний пішак · f3 чорний слон · a2 чорна тура · c2 чорна тура · f2 чорний пішак · h2 чорний ферзь · d1 білий слон · e1 білий слон | 6 |
| 5 | a7 білий кінь · b7 чорний пішак · c7 білий король · d7 чорний кінь · f7 чорний пішак · a6 чорний пішак · d6 білий ферзь · g6 чорний пішак · a5 чорний король · e5 чорний кінь · f5 біла тура · e4 чорний пішак · f4 білий кінь · g4 чорний пішак · c3 біла тура · d3 чорний пішак · f3 чорний слон · a2 чорна тура · c2 чорна тура · f2 чорний пішак · h2 чорний ферзь · d1 білий слон · e1 білий слон | a7 білий кінь · b7 чорний пішак · c7 білий король · d7 чорний кінь · f7 чорний пішак · a6 чорний пішак · d6 білий ферзь · g6 чорний пішак · a5 чорний король · e5 чорний кінь · f5 біла тура · e4 чорний пішак · f4 білий кінь · g4 чорний пішак · c3 біла тура · d3 чорний пішак · f3 чорний слон · a2 чорна тура · c2 чорна тура · f2 чорний пішак · h2 чорний ферзь · d1 білий слон · e1 білий слон | a7 білий кінь · b7 чорний пішак · c7 білий король · d7 чорний кінь · f7 чорний пішак · a6 чорний пішак · d6 білий ферзь · g6 чорний пішак · a5 чорний король · e5 чорний кінь · f5 біла тура · e4 чорний пішак · f4 білий кінь · g4 чорний пішак · c3 біла тура · d3 чорний пішак · f3 чорний слон · a2 чорна тура · c2 чорна тура · f2 чорний пішак · h2 чорний ферзь · d1 білий слон · e1 білий слон | a7 білий кінь · b7 чорний пішак · c7 білий король · d7 чорний кінь · f7 чорний пішак · a6 чорний пішак · d6 білий ферзь · g6 чорний пішак · a5 чорний король · e5 чорний кінь · f5 біла тура · e4 чорний пішак · f4 білий кінь · g4 чорний пішак · c3 біла тура · d3 чорний пішак · f3 чорний слон · a2 чорна тура · c2 чорна тура · f2 чорний пішак · h2 чорний ферзь · d1 білий слон · e1 білий слон | a7 білий кінь · b7 чорний пішак · c7 білий король · d7 чорний кінь · f7 чорний пішак · a6 чорний пішак · d6 білий ферзь · g6 чорний пішак · a5 чорний король · e5 чорний кінь · f5 біла тура · e4 чорний пішак · f4 білий кінь · g4 чорний пішак · c3 біла тура · d3 чорний пішак · f3 чорний слон · a2 чорна тура · c2 чорна тура · f2 чорний пішак · h2 чорний ферзь · d1 білий слон · e1 білий слон | a7 білий кінь · b7 чорний пішак · c7 білий король · d7 чорний кінь · f7 чорний пішак · a6 чорний пішак · d6 білий ферзь · g6 чорний пішак · a5 чорний король · e5 чорний кінь · f5 біла тура · e4 чорний пішак · f4 білий кінь · g4 чорний пішак · c3 біла тура · d3 чорний пішак · f3 чорний слон · a2 чорна тура · c2 чорна тура · f2 чорний пішак · h2 чорний ферзь · d1 білий слон · e1 білий слон | a7 білий кінь · b7 чорний пішак · c7 білий король · d7 чорний кінь · f7 чорний пішак · a6 чорний пішак · d6 білий ферзь · g6 чорний пішак · a5 чорний король · e5 чорний кінь · f5 біла тура · e4 чорний пішак · f4 білий кінь · g4 чорний пішак · c3 біла тура · d3 чорний пішак · f3 чорний слон · a2 чорна тура · c2 чорна тура · f2 чорний пішак · h2 чорний ферзь · d1 білий слон · e1 білий слон | a7 білий кінь · b7 чорний пішак · c7 білий король · d7 чорний кінь · f7 чорний пішак · a6 чорний пішак · d6 білий ферзь · g6 чорний пішак · a5 чорний король · e5 чорний кінь · f5 біла тура · e4 чорний пішак · f4 білий кінь · g4 чорний пішак · c3 біла тура · d3 чорний пішак · f3 чорний слон · a2 чорна тура · c2 чорна тура · f2 чорний пішак · h2 чорний ферзь · d1 білий слон · e1 білий слон | 5 |
| 4 | a7 білий кінь · b7 чорний пішак · c7 білий король · d7 чорний кінь · f7 чорний пішак · a6 чорний пішак · d6 білий ферзь · g6 чорний пішак · a5 чорний король · e5 чорний кінь · f5 біла тура · e4 чорний пішак · f4 білий кінь · g4 чорний пішак · c3 біла тура · d3 чорний пішак · f3 чорний слон · a2 чорна тура · c2 чорна тура · f2 чорний пішак · h2 чорний ферзь · d1 білий слон · e1 білий слон | a7 білий кінь · b7 чорний пішак · c7 білий король · d7 чорний кінь · f7 чорний пішак · a6 чорний пішак · d6 білий ферзь · g6 чорний пішак · a5 чорний король · e5 чорний кінь · f5 біла тура · e4 чорний пішак · f4 білий кінь · g4 чорний пішак · c3 біла тура · d3 чорний пішак · f3 чорний слон · a2 чорна тура · c2 чорна тура · f2 чорний пішак · h2 чорний ферзь · d1 білий слон · e1 білий слон | a7 білий кінь · b7 чорний пішак · c7 білий король · d7 чорний кінь · f7 чорний пішак · a6 чорний пішак · d6 білий ферзь · g6 чорний пішак · a5 чорний король · e5 чорний кінь · f5 біла тура · e4 чорний пішак · f4 білий кінь · g4 чорний пішак · c3 біла тура · d3 чорний пішак · f3 чорний слон · a2 чорна тура · c2 чорна тура · f2 чорний пішак · h2 чорний ферзь · d1 білий слон · e1 білий слон | a7 білий кінь · b7 чорний пішак · c7 білий король · d7 чорний кінь · f7 чорний пішак · a6 чорний пішак · d6 білий ферзь · g6 чорний пішак · a5 чорний король · e5 чорний кінь · f5 біла тура · e4 чорний пішак · f4 білий кінь · g4 чорний пішак · c3 біла тура · d3 чорний пішак · f3 чорний слон · a2 чорна тура · c2 чорна тура · f2 чорний пішак · h2 чорний ферзь · d1 білий слон · e1 білий слон | a7 білий кінь · b7 чорний пішак · c7 білий король · d7 чорний кінь · f7 чорний пішак · a6 чорний пішак · d6 білий ферзь · g6 чорний пішак · a5 чорний король · e5 чорний кінь · f5 біла тура · e4 чорний пішак · f4 білий кінь · g4 чорний пішак · c3 біла тура · d3 чорний пішак · f3 чорний слон · a2 чорна тура · c2 чорна тура · f2 чорний пішак · h2 чорний ферзь · d1 білий слон · e1 білий слон | a7 білий кінь · b7 чорний пішак · c7 білий король · d7 чорний кінь · f7 чорний пішак · a6 чорний пішак · d6 білий ферзь · g6 чорний пішак · a5 чорний король · e5 чорний кінь · f5 біла тура · e4 чорний пішак · f4 білий кінь · g4 чорний пішак · c3 біла тура · d3 чорний пішак · f3 чорний слон · a2 чорна тура · c2 чорна тура · f2 чорний пішак · h2 чорний ферзь · d1 білий слон · e1 білий слон | a7 білий кінь · b7 чорний пішак · c7 білий король · d7 чорний кінь · f7 чорний пішак · a6 чорний пішак · d6 білий ферзь · g6 чорний пішак · a5 чорний король · e5 чорний кінь · f5 біла тура · e4 чорний пішак · f4 білий кінь · g4 чорний пішак · c3 біла тура · d3 чорний пішак · f3 чорний слон · a2 чорна тура · c2 чорна тура · f2 чорний пішак · h2 чорний ферзь · d1 білий слон · e1 білий слон | a7 білий кінь · b7 чорний пішак · c7 білий король · d7 чорний кінь · f7 чорний пішак · a6 чорний пішак · d6 білий ферзь · g6 чорний пішак · a5 чорний король · e5 чорний кінь · f5 біла тура · e4 чорний пішак · f4 білий кінь · g4 чорний пішак · c3 біла тура · d3 чорний пішак · f3 чорний слон · a2 чорна тура · c2 чорна тура · f2 чорний пішак · h2 чорний ферзь · d1 білий слон · e1 білий слон | 4 |
| 3 | a7 білий кінь · b7 чорний пішак · c7 білий король · d7 чорний кінь · f7 чорний пішак · a6 чорний пішак · d6 білий ферзь · g6 чорний пішак · a5 чорний король · e5 чорний кінь · f5 біла тура · e4 чорний пішак · f4 білий кінь · g4 чорний пішак · c3 біла тура · d3 чорний пішак · f3 чорний слон · a2 чорна тура · c2 чорна тура · f2 чорний пішак · h2 чорний ферзь · d1 білий слон · e1 білий слон | a7 білий кінь · b7 чорний пішак · c7 білий король · d7 чорний кінь · f7 чорний пішак · a6 чорний пішак · d6 білий ферзь · g6 чорний пішак · a5 чорний король · e5 чорний кінь · f5 біла тура · e4 чорний пішак · f4 білий кінь · g4 чорний пішак · c3 біла тура · d3 чорний пішак · f3 чорний слон · a2 чорна тура · c2 чорна тура · f2 чорний пішак · h2 чорний ферзь · d1 білий слон · e1 білий слон | a7 білий кінь · b7 чорний пішак · c7 білий король · d7 чорний кінь · f7 чорний пішак · a6 чорний пішак · d6 білий ферзь · g6 чорний пішак · a5 чорний король · e5 чорний кінь · f5 біла тура · e4 чорний пішак · f4 білий кінь · g4 чорний пішак · c3 біла тура · d3 чорний пішак · f3 чорний слон · a2 чорна тура · c2 чорна тура · f2 чорний пішак · h2 чорний ферзь · d1 білий слон · e1 білий слон | a7 білий кінь · b7 чорний пішак · c7 білий король · d7 чорний кінь · f7 чорний пішак · a6 чорний пішак · d6 білий ферзь · g6 чорний пішак · a5 чорний король · e5 чорний кінь · f5 біла тура · e4 чорний пішак · f4 білий кінь · g4 чорний пішак · c3 біла тура · d3 чорний пішак · f3 чорний слон · a2 чорна тура · c2 чорна тура · f2 чорний пішак · h2 чорний ферзь · d1 білий слон · e1 білий слон | a7 білий кінь · b7 чорний пішак · c7 білий король · d7 чорний кінь · f7 чорний пішак · a6 чорний пішак · d6 білий ферзь · g6 чорний пішак · a5 чорний король · e5 чорний кінь · f5 біла тура · e4 чорний пішак · f4 білий кінь · g4 чорний пішак · c3 біла тура · d3 чорний пішак · f3 чорний слон · a2 чорна тура · c2 чорна тура · f2 чорний пішак · h2 чорний ферзь · d1 білий слон · e1 білий слон | a7 білий кінь · b7 чорний пішак · c7 білий король · d7 чорний кінь · f7 чорний пішак · a6 чорний пішак · d6 білий ферзь · g6 чорний пішак · a5 чорний король · e5 чорний кінь · f5 біла тура · e4 чорний пішак · f4 білий кінь · g4 чорний пішак · c3 біла тура · d3 чорний пішак · f3 чорний слон · a2 чорна тура · c2 чорна тура · f2 чорний пішак · h2 чорний ферзь · d1 білий слон · e1 білий слон | a7 білий кінь · b7 чорний пішак · c7 білий король · d7 чорний кінь · f7 чорний пішак · a6 чорний пішак · d6 білий ферзь · g6 чорний пішак · a5 чорний король · e5 чорний кінь · f5 біла тура · e4 чорний пішак · f4 білий кінь · g4 чорний пішак · c3 біла тура · d3 чорний пішак · f3 чорний слон · a2 чорна тура · c2 чорна тура · f2 чорний пішак · h2 чорний ферзь · d1 білий слон · e1 білий слон | a7 білий кінь · b7 чорний пішак · c7 білий король · d7 чорний кінь · f7 чорний пішак · a6 чорний пішак · d6 білий ферзь · g6 чорний пішак · a5 чорний король · e5 чорний кінь · f5 біла тура · e4 чорний пішак · f4 білий кінь · g4 чорний пішак · c3 біла тура · d3 чорний пішак · f3 чорний слон · a2 чорна тура · c2 чорна тура · f2 чорний пішак · h2 чорний ферзь · d1 білий слон · e1 білий слон | 3 |
| 2 | a7 білий кінь · b7 чорний пішак · c7 білий король · d7 чорний кінь · f7 чорний пішак · a6 чорний пішак · d6 білий ферзь · g6 чорний пішак · a5 чорний король · e5 чорний кінь · f5 біла тура · e4 чорний пішак · f4 білий кінь · g4 чорний пішак · c3 біла тура · d3 чорний пішак · f3 чорний слон · a2 чорна тура · c2 чорна тура · f2 чорний пішак · h2 чорний ферзь · d1 білий слон · e1 білий слон | a7 білий кінь · b7 чорний пішак · c7 білий король · d7 чорний кінь · f7 чорний пішак · a6 чорний пішак · d6 білий ферзь · g6 чорний пішак · a5 чорний король · e5 чорний кінь · f5 біла тура · e4 чорний пішак · f4 білий кінь · g4 чорний пішак · c3 біла тура · d3 чорний пішак · f3 чорний слон · a2 чорна тура · c2 чорна тура · f2 чорний пішак · h2 чорний ферзь · d1 білий слон · e1 білий слон | a7 білий кінь · b7 чорний пішак · c7 білий король · d7 чорний кінь · f7 чорний пішак · a6 чорний пішак · d6 білий ферзь · g6 чорний пішак · a5 чорний король · e5 чорний кінь · f5 біла тура · e4 чорний пішак · f4 білий кінь · g4 чорний пішак · c3 біла тура · d3 чорний пішак · f3 чорний слон · a2 чорна тура · c2 чорна тура · f2 чорний пішак · h2 чорний ферзь · d1 білий слон · e1 білий слон | a7 білий кінь · b7 чорний пішак · c7 білий король · d7 чорний кінь · f7 чорний пішак · a6 чорний пішак · d6 білий ферзь · g6 чорний пішак · a5 чорний король · e5 чорний кінь · f5 біла тура · e4 чорний пішак · f4 білий кінь · g4 чорний пішак · c3 біла тура · d3 чорний пішак · f3 чорний слон · a2 чорна тура · c2 чорна тура · f2 чорний пішак · h2 чорний ферзь · d1 білий слон · e1 білий слон | a7 білий кінь · b7 чорний пішак · c7 білий король · d7 чорний кінь · f7 чорний пішак · a6 чорний пішак · d6 білий ферзь · g6 чорний пішак · a5 чорний король · e5 чорний кінь · f5 біла тура · e4 чорний пішак · f4 білий кінь · g4 чорний пішак · c3 біла тура · d3 чорний пішак · f3 чорний слон · a2 чорна тура · c2 чорна тура · f2 чорний пішак · h2 чорний ферзь · d1 білий слон · e1 білий слон | a7 білий кінь · b7 чорний пішак · c7 білий король · d7 чорний кінь · f7 чорний пішак · a6 чорний пішак · d6 білий ферзь · g6 чорний пішак · a5 чорний король · e5 чорний кінь · f5 біла тура · e4 чорний пішак · f4 білий кінь · g4 чорний пішак · c3 біла тура · d3 чорний пішак · f3 чорний слон · a2 чорна тура · c2 чорна тура · f2 чорний пішак · h2 чорний ферзь · d1 білий слон · e1 білий слон | a7 білий кінь · b7 чорний пішак · c7 білий король · d7 чорний кінь · f7 чорний пішак · a6 чорний пішак · d6 білий ферзь · g6 чорний пішак · a5 чорний король · e5 чорний кінь · f5 біла тура · e4 чорний пішак · f4 білий кінь · g4 чорний пішак · c3 біла тура · d3 чорний пішак · f3 чорний слон · a2 чорна тура · c2 чорна тура · f2 чорний пішак · h2 чорний ферзь · d1 білий слон · e1 білий слон | a7 білий кінь · b7 чорний пішак · c7 білий король · d7 чорний кінь · f7 чорний пішак · a6 чорний пішак · d6 білий ферзь · g6 чорний пішак · a5 чорний король · e5 чорний кінь · f5 біла тура · e4 чорний пішак · f4 білий кінь · g4 чорний пішак · c3 біла тура · d3 чорний пішак · f3 чорний слон · a2 чорна тура · c2 чорна тура · f2 чорний пішак · h2 чорний ферзь · d1 білий слон · e1 білий слон | 2 |
| 1 | a7 білий кінь · b7 чорний пішак · c7 білий король · d7 чорний кінь · f7 чорний пішак · a6 чорний пішак · d6 білий ферзь · g6 чорний пішак · a5 чорний король · e5 чорний кінь · f5 біла тура · e4 чорний пішак · f4 білий кінь · g4 чорний пішак · c3 біла тура · d3 чорний пішак · f3 чорний слон · a2 чорна тура · c2 чорна тура · f2 чорний пішак · h2 чорний ферзь · d1 білий слон · e1 білий слон | a7 білий кінь · b7 чорний пішак · c7 білий король · d7 чорний кінь · f7 чорний пішак · a6 чорний пішак · d6 білий ферзь · g6 чорний пішак · a5 чорний король · e5 чорний кінь · f5 біла тура · e4 чорний пішак · f4 білий кінь · g4 чорний пішак · c3 біла тура · d3 чорний пішак · f3 чорний слон · a2 чорна тура · c2 чорна тура · f2 чорний пішак · h2 чорний ферзь · d1 білий слон · e1 білий слон | a7 білий кінь · b7 чорний пішак · c7 білий король · d7 чорний кінь · f7 чорний пішак · a6 чорний пішак · d6 білий ферзь · g6 чорний пішак · a5 чорний король · e5 чорний кінь · f5 біла тура · e4 чорний пішак · f4 білий кінь · g4 чорний пішак · c3 біла тура · d3 чорний пішак · f3 чорний слон · a2 чорна тура · c2 чорна тура · f2 чорний пішак · h2 чорний ферзь · d1 білий слон · e1 білий слон | a7 білий кінь · b7 чорний пішак · c7 білий король · d7 чорний кінь · f7 чорний пішак · a6 чорний пішак · d6 білий ферзь · g6 чорний пішак · a5 чорний король · e5 чорний кінь · f5 біла тура · e4 чорний пішак · f4 білий кінь · g4 чорний пішак · c3 біла тура · d3 чорний пішак · f3 чорний слон · a2 чорна тура · c2 чорна тура · f2 чорний пішак · h2 чорний ферзь · d1 білий слон · e1 білий слон | a7 білий кінь · b7 чорний пішак · c7 білий король · d7 чорний кінь · f7 чорний пішак · a6 чорний пішак · d6 білий ферзь · g6 чорний пішак · a5 чорний король · e5 чорний кінь · f5 біла тура · e4 чорний пішак · f4 білий кінь · g4 чорний пішак · c3 біла тура · d3 чорний пішак · f3 чорний слон · a2 чорна тура · c2 чорна тура · f2 чорний пішак · h2 чорний ферзь · d1 білий слон · e1 білий слон | a7 білий кінь · b7 чорний пішак · c7 білий король · d7 чорний кінь · f7 чорний пішак · a6 чорний пішак · d6 білий ферзь · g6 чорний пішак · a5 чорний король · e5 чорний кінь · f5 біла тура · e4 чорний пішак · f4 білий кінь · g4 чорний пішак · c3 біла тура · d3 чорний пішак · f3 чорний слон · a2 чорна тура · c2 чорна тура · f2 чорний пішак · h2 чорний ферзь · d1 білий слон · e1 білий слон | a7 білий кінь · b7 чорний пішак · c7 білий король · d7 чорний кінь · f7 чорний пішак · a6 чорний пішак · d6 білий ферзь · g6 чорний пішак · a5 чорний король · e5 чорний кінь · f5 біла тура · e4 чорний пішак · f4 білий кінь · g4 чорний пішак · c3 біла тура · d3 чорний пішак · f3 чорний слон · a2 чорна тура · c2 чорна тура · f2 чорний пішак · h2 чорний ферзь · d1 білий слон · e1 білий слон | a7 білий кінь · b7 чорний пішак · c7 білий король · d7 чорний кінь · f7 чорний пішак · a6 чорний пішак · d6 білий ферзь · g6 чорний пішак · a5 чорний король · e5 чорний кінь · f5 біла тура · e4 чорний пішак · f4 білий кінь · g4 чорний пішак · c3 біла тура · d3 чорний пішак · f3 чорний слон · a2 чорна тура · c2 чорна тура · f2 чорний пішак · h2 чорний ферзь · d1 білий слон · e1 білий слон | 1 |
|   | a | b | c | d | e | f | g | h |   |

FEN: 8/NpKn1p2/p2Q2p1/k3nR2/4pNp1/2Rp1b2/r1r2p1q/3BB3
1. Sd5! ~ 2. Qb4#
1. ... Sc6 2. Ra3#
- — - — - — -
1. ... Ra4   2. Rc5#
1. ... Rab2 2. Qa3#
1. ... Rcb2 2. Ra3#
1. ... Rxc3+ 2. Bxc3#
Після вступного ходу білим конем виникає загроза мату білим ферзем, який приховано зв'язаний. Чорний кінь стає розв'язаний і після захисту від загрози чорний кінь, який стоїть на лінії прихованої зв'язки, своїм відходом зв'язує ферзя, але розв'язує білу туру «c3», яка оголошує мат.